# مزرعه مهرنگار
مزرعه مهرنگار یک منطقهٔ مسکونی در ایران است که در دهستان رودبار (دامغان) واقع شده‌است. مزرعه مهرنگار ۱۸ نفر جمعیت دارد.